# Tmesisternus griseovittatus
Tmesisternus griseovittatus là một loài bọ cánh cứng trong họ Cerambycidae.